# 费尔南卡瓦列罗
费尔南卡瓦列罗，是西班牙卡斯蒂利亚-拉曼恰雷阿尔城省的一个市镇。 总面积104平方公里，总人口1073人（2001年），人口密度10人/平方公里。